# Thả rông ngực
Thả rông ngực hay còn gọi là thả rông vòng 1 là hành vi không mặc áo ngực ở phụ nữ, đó là thói quen hàng ngày hoặc là trào lưu một số giai đoạn, thả rông ngực cũng có xu hướng liên quan thời trang. Thả rông ngực ở một số nước được đề cập liên quan chủ nghĩa nữ quyền, trong Ngày Quốc tế không mặc áo ngực hành động thả rông được khuyến khích.

## Từ nguyên và hành vi
Thả rông trong tiếng Việt có thể xuất phát từ thả rông, một hình thức chăn nuôi gia súc. Trâu, bò, dê cừu sẽ được người chủ chăn thả tự do ở một khu vực có cỏ. Từ ngữ thể hiện sự không ràng buộc. Thực tế, "thả rông" không phải là một từ mà là một kết hợp tự do với hai thành tố "thả" và "rông", theo đó "thả" là động từ với một trong các nghĩa là "không giữ lại một chỗ nữa mà để cho được tự do hoạt động" (trái với "nhốt"). Còn "rông" là một tính từ, có nghĩa chỉ "tình trạng buông thả, không bị ràng buộc, có thể đi lung tung khắp nơi".
Thả rông ngực có thể bao gồm trường hợp chung nhất là không mặc áo ngực, nghĩa là không nhất thiết phô bày hoàn toàn mà chỉ là không có lớp áo ngực bên trong trang phục, nhưng thả rông ngực cũng bao gồm ngực trần. Khi đối sánh với chủ đề về hành vi này trong Thế giới tiếng Anh thả rông ngực với trường hợp chung nhất "không áo ngực" tương ứng khái niệm bralessness, và trường hợp hẹp hơn mà nó bao gồm trong đó là "ngực trần", tương đương khái niệm toplessness.

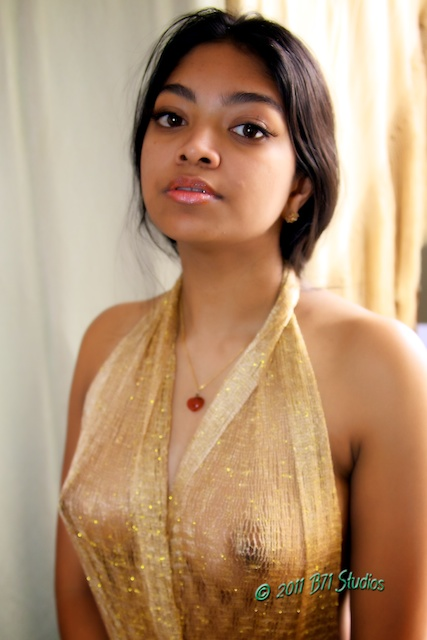
Một cô gái thả rông trong trang phục mỏng có thể nhìn thấy núm vú.

Thả rông ngực xuất phát từ sở thích, thói quen của phụ nữ, nhiều người cảm thấy không mặc áo ngực thì thoải mái hơn.
Áo ngực hiện đại có nguồn gốc từ phương Tây, ở các nước phương Đông ngày trước phụ nữ dùng áo yếm để làm áo lót. Chúng có vai trò như áo ngực. Trong sinh hoạt hằng ngày, áo ngoài có thể cởi bỏ và phụ nữ chỉ mặc áo yếm. Cách mặc đó xem áo yếm như các kiểu áo chứ không quá mức phân định rạch ròi áo trong áo ngoài. Việc mặc áo yếm khi gặp người ngoài gia đình bị hạn chế. Do đó, khán giả thường nhầm lẫn cho rằng nữ diễn viên thả rông khi họ xem một số bộ phim cổ trang.

## Các vấn đề liên quan thả rông ngực

### Sức khỏe
Theo nhà khoa học thể thao Jean-Denis Rouillon, việc không mặc áo ngực giúp vú phát triển mô cơ nhiều hơn và săn chắc hơn. Núm vú của phụ nữ không mặc áo ngực cao hơn phụ nữ mặc áo ngực trung bình 7mm. Theo tiến sĩ Stafford Broumand, bác sĩ phẫu thuật tại Trung tâm Y tế Mount Sinai, Hoa Kỳ cho biết không mặc áo ngực sẽ làm tăng sản xuất collagen và độ đàn hồi, cải thiện sự phát triển ngực.
Thả rông trong nhiều hoạt động thường ngày cũng bị đánh giá có thể có hại cho ngực. Chẳng hạn dao động mạnh khi vận động, như chạy bộ. Thả rông hầu hết thời gian trong ngày mà không mặc áo ngực lâu ngày ngực sẽ bị xệ, mau lão hóa. Các ảnh hưởng nặng nề này thường xảy ra với phụ nữ có ngực to.
Nhiều chuyên gia cho rằng khi ngủ không mặc áo ngực sẽ tốt cho sức khỏe hơn. Theo bác sĩ Seth Rankin ở phòng khám London Doctors Clinic, nước Anh, giải thích việc mặc áo ngực khi ngủ hạn chế dòng chảy của bạch huyết xung quanh vú và nách, cản trở quá trình phát thải các chất độc hại khỏi cơ thể. Theo bác sĩ Rankin, giáo sư Kefah Mokbel từ Bệnh viện The Princess Grace thì việc mặc áo ngực chật khi ngủ sẽ làm giảm lưu lượng máu cùng hoạt động dẫn lưu bạch huyết từ đó có thể gây viêm mạn tính và phù.

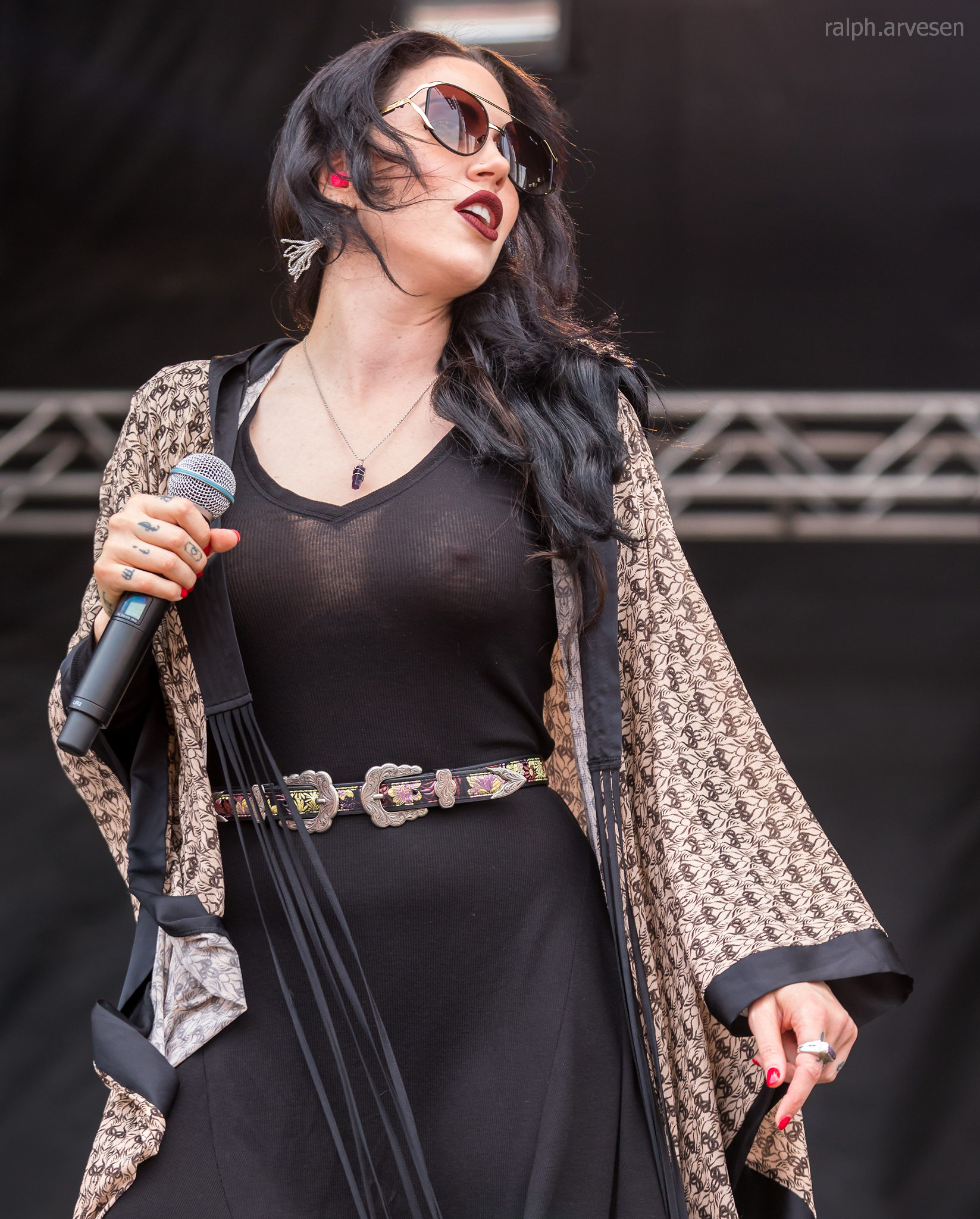
Một thành viên ban nhạc Dorothy trong một buổi trình diễn năm 2017 tại San Antonio, Texas.

Một cuộc khảo sát đã cho thấy 80% phụ nữ mặc áo ngực không phù hợp và có thói quen mặc chúng tới 10 tiếng/ngày. Điều này khiến nguy cơ mắc các bệnh về vú gấp đôi so với phụ nữ có thời gian mặc áo ngực trong ngày với ít giờ hơn.

### Cái đẹp và khiêu gợi
Justin O'Shea, giám đốc sáng tạo của nhà tạo mẫu MyTheresa cho rằng "thả rông" sẽ làm bộc lộ cái đẹp hình thể của người phụ nữ.
Thả rông ngực trong đời sống hằng ngày được đánh giá là hành vi khêu gợi đàn ông ở nữ giới, hoặc hành vi cho thấy yếu tố ngoại tình, do đó được xem là hành vi "hư hỏng".
Các hot girl muốn đạt được mục đích nổi tiếng nhanh chóng thường dùng các yếu tố như "thả rông" trên mạng xã hội để thu hút sự chú ý. Vào năm 2013, Bà Tưng không ngần ngại lên các kênh truyền hình hay mạng xã hội trong chiếc áo mỏng không mặc áo ngực, để lộ cả núm vú hoặc kiểu áo hở hang lộ một phần ngực. Một số nghệ sĩ đã sử dụng yếu tố "thả rông" để thu hút truyền thông nhằm mục đích đánh bóng danh tiếng, như Can Lộ Lộ của showbiz Trung Quốc.
Yếu tố khêu gợi đã được lợi dụng câu khách, như một chương trình thời sự của một đài truyền hình ở Albani được dẫn chương trình bởi một nữ MC luôn thả rông ngực khi lên sóng.

### Thời trang

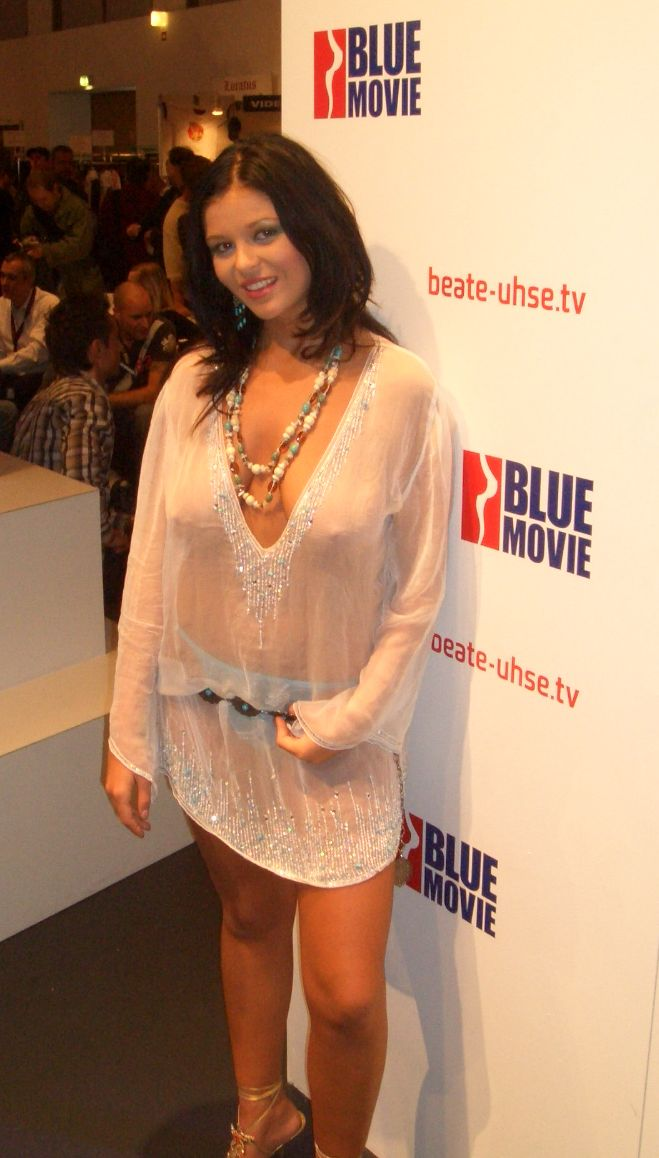
Nữ diễn viên AV - Christina Jolie thả rông tại một sự kiện.

Các người mẫu trình diễn thời trang trên sàn catwalk rất phổ biến hành vi "ngực được thả rông". Các nhà tạo mẫu thời trang cho rằng không mặc áo ngực thì sẽ không ảnh hưởng đến thiết kế của trang phục khi trình diễn, chẳng hạn tránh vết hằn quần áo. Tại một số quốc gia vẫn còn nhiều tính bảo thủ như Việt Nam việc người mẫu thả rông ngực thường bị đánh giá nặng nề. Trong các tuần lễ thời trang tại Paris năm 2015, các kiểu quần áo hở ngực trở nên phổ biến, các kiểu áo được thiết kế để làm hở ngực một phần hoặc hoàn toàn một bên. Các người mẫu nữ cho rằng không mặc áo ngực là xu hướng thời trang mới. Các kiểu quần áo có đường xẻ ngực sâu, crop top, suit không cài cúc, trang phục trong suốt là các kiểu mốt thời trang được ưa thích.
Thả rông ngực hay không mặc áo ngực sẽ thúc đẩy lĩnh vực thời trang phát triển các kiểu quần áo không cần áo ngực nhưng vẫn hỗ trợ ngực và làm đẹp cho người phụ nữ. Điều này đe dọa sự tồn tại các hãng nội y nhưng lại thúc đẩy phát triển các nhãn hàng quần áo khác. Do đó tạo ra một xu thế thời trang liên quan ngực thả rông.

### Kinh doanh
Vào năm 2017, một quán nước tại Lâm Đồng đã sử dụng "thả rông ngực" thành một chiêu thức câu khách. Nhân ngày "National No Bra Day" (Ngày thế giới không mặc áo ngực) vào ngày 13 tháng 10, quán nước đã áp dụng chương trình "No bra no pay", giảm giá 100% đồ uống cho khách nữ không mặc áo ngực. Các quán nước tại Tp.Hồ Chí Minh cũng dùng cách tương tự, giảm giá 50% đồ uống cho phái nữ không mặc áo ngực khi đến quán.

## Vấn đề xã hội và pháp lý
Nhiều phụ nữ cho rằng thả rông ngực là quyền cá nhân của phụ nữ, được tự do phô bày cơ thể mà không phải lo sự phán xét của người khác. Tại một số nước trên thế giới, như Việt Nam, thả ngực rông là một vấn đề tế nhị nhưng hầu như chỉ là vấn đề gia đình và xã hội thông thường. Trong thế giới phương Tây các hành vi này đã không dừng lại như một vấn đề xã hội mà đã phát triển thành các phong trào xã hội - chính trị như tự do lộ ngực, tự do núm vú và một số ngày đã trở thành sự kiện thường niên, như Go Topless Day.
Tại Mỹ vào năm 1992, chính quyền thành phố New York ở miền Đông nước này thông qua một phán quyết cho phép để ngực trần nơi công cộng miễn sao không gây rối trật tự công cộng. Sở Cảnh sát New York đã xác nhận cảnh sát không được lập biên bản hay bất kỳ hình thức trừng phạt nào liên quan việc để ngực trần. Vào tháng 7 năm 2015, tại Canada, ba phụ nữ cởi trần đạp xe đạp dạo phố đã bị cảnh sát bắt. Vào tháng 8 sau đó, hằng trăm phụ nữ của thành phố khu vực Waterloo, tỉnh Ontario đã biểu tình đòi quyền thả rông bằng việc ngực trần.
Tháng 12 năm 2012, người mẫu Võ Hoàng Yến bị Sở Văn hóa - Thể thao & Du lịch TP.HCM triệu tập vì mặc đồ thả rông ngực trong chương trình thời trang "Đam mê và hội tụ". Người mẫu này đã ăn mặc khác so với chương trình được thẩm định và được cho phép. Việc thả rông bị xem là trái với thuần phong mỹ tục Việt Nam.
Vào tháng 9 năm 2020, tại Pháp bùng nổ các cuộc tranh luận trên truyền thông và mạng xã hội về việc để ngực trần. Một số vụ xảy ra tại bãi biển và tranh cãi bắt đầu khi các phụ nữ chống đối yêu cầu che ngực của cảnh sát. Các nhà chức trách đã xác nhận rằng không có quy định nào cấm để ngực trần. Bộ trưởng Bộ Nội vụ Pháp là Gérald Darmanin, đã lên tiếng trên Twitter bảo vệ quyền phụ nữ được mặc hay không mặc áo ngực tùy ý.
Trong Thế giới Hồi giáo, phụ nữ phải tuân thủ việc ăn mặc vô cùng nghiêm khắc, kín đáo, bao gồm cả khăn trùm đầu trong trang phục Hồi giáo. Điều này được xem là quy tắc xã hội, là đạo đức căn bản của mọi công dân. Vào tháng 7 năm 2019, một cô gái Iran bị bắt vì không mặc áo ngực, sau khi trình bày vấn đề sức khỏe của bản thân do bệnh u xơ nang, việc dùng thuốc khiến cô đau đớn vùng ngực. Cảnh sát bắt cô phải viết cam kết không tái phạm trước khi được thả tự do.
Tại Đức, các chủ sử dụng lao động của các công ty được phép sa thải nhân viên nữ không tuân thủ các yêu cầu về trang phục, bao gồm việc không được để ngực trần khi đi làm.